# Geometrini
De Geometrini zijn een geslachtengroep van vlinders uit de familie spanners (Geometridae).

## Geslachten
- Aghatia
- Dooabia
- Geometra
- Orthorisma
- Tanaorhinus